# Deficyt karboksykinazy fosfoenolopirogronianu

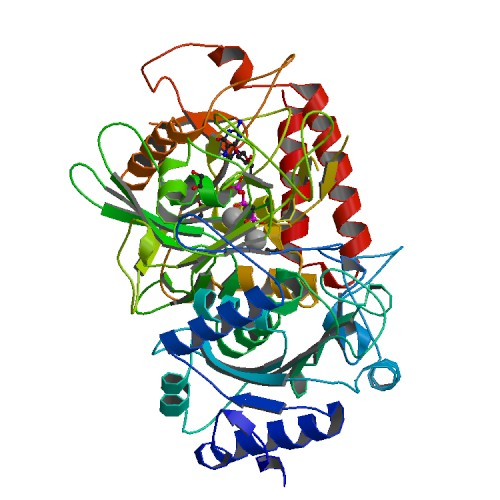
Deficyt karboksykinazy fosfoenolopirogronianu wywołany jest niedoborem przedstawionej powyżej karboksykinazy fosfoenolopirogronianowej, 1 z czterech enzymów odpowiadających za glukoneogenzę.

Enzym ten przekształca szczawiooctan (sól widocznego powyżej kwasu szczawiooctowego)...

... w fosfoenolopirogronian (sól przedstawionego powyżej kwasu fosfoenolopirogronowego).

Deficyt karboksykinazy fosfoenolopirogronianu – choroba metaboliczna związana z zaburzeniem metabolizmu węglowodanów.
Niedobór karboksykinazy fosfoenolopirogronianu nie należy do częstych chorób. Pronicka wspomina jedynie o pojedynczych przypadkach tego deficytu, w dodatku niekompletnie udokumentowanych.
Choroba wiąże się z niedoborem enzymatycznym. Brakuje karboksykinazy fosfoenolopirogronianu. Enzym ten należy do szlaku metabolicznego glukoneogenezy, jest jednym z 4 enzymów kluczowych dla tego procesu.
Wada jest przekazywana dziedzicznie, uwarunkowana genetycznie. Dziedziczy się autosomalnie recesywnie.
Do objawów niedoboru karboksykinazy fosfoenolopirogronianowej należą nawracająca ciężka hipoglikemia oraz kwasica metaboliczna. Pojawiają się one już we wczesnym dzieciństwie.